# La Cruche
Pour les articles homonymes, voir Cruche (homonymie).

La Cruche est une comédie en 2 actes de Georges Courteline et Pierre Wolff, créée au Théâtre de la Renaissance le 27 février 1909. La pièce est une adaptation théâtrale d'une nouvelle de Georges Courteline intitulée : J'en ai plein le dos de Margot.

## Argument
Laurianne, un fonctionnaire dans la quarantaine, est impatient de recevoir une dépêche qui lui confirmera qu'il est récipiendaire des palmes académiques... En attendant il passe son humeur sur Margot, sa maîtresse, et Ursule sa bonne. Il est en revanche subjugué quand il aperçoit sa voisine Camille. Camille a pour amant le peintre Lavernié (appelé "Duvernié" selon les sources) ; or c'est précisément ce dernier qui doit lui envoyer la dépêche pour les palmes. Finalement, Laurianne n’obtient pas les palmes ; dépité, il propose à Lavernié de lui "refiler" sa maîtresse. Ce dernier le prend au mot, ce qui inaugure une série d'imbroglios au milieu desquels Margot ne sait où donner de la tête. 

## Réception
Parce qu'elle mêle l'émotion au rire, la pièce déroute, à sa création, le public et ne rencontre pas le même succès que les saynètes de Georges Courteline. Dans son introduction au théâtre complet du dramaturge, l'universitaire Francis Pruner voit dans le personnage de Lavernié « l'ultime porte-parole au théâtre » de Courteline, La Cruche étant sa dernière pièce. Cette projection est particulièrement palpable dans la déclaration désenchantée du peintre, dans le second acte : « Le fait du véritable artiste n'est pas de se complaire en ce qu'il fit, mais de le comparer tristement à ce qu'il aurait voulu faire ».

## Adaptations

### Théâtre de la Renaissance, 27 février 1909 (création)
- Félix Galipaux : Laurianne
- Jeanne Desclos : Margot
- Lucien Guitry : Lavernié
- Marguerite Caron : Camille
- C. Delys : Ursule
- Berthier : Marvejol

### Théâtre Michel, 1913
Adaptation supervisée par Georges Courteline.
- Félix Galipaux : Laurianne
- Juliette Margel : Margot
- Claude Garry : Lavernié
- Marie Marcilly : Camille
- Bélières : Marvejol

### Autres adaptations théâtrales
- 1919 : La Cruche, Comédie-Française, création le 5 février 1919.
- 2016 : La Cruche, mise en scène Henri de Vasselot, création lors du festival Off d'Avignon, puis au Lucernaire.

### Adaptation radiophonique
Enregistrement audio par la Société des Comédiens-Français, le 27 septembre 1953, réalisation de Jacques Reynier, avec :
- Jean Meyer : Laurianne
- Yvonne Gaudeau : Margot
- Jean Debucourt : Lavernié
- Lise Delamare : Camille
- Robert Manuel : Marvejol
- Jean-Paul Roussillon : un gamin
- Nicole Chollet : Ursule
- Denise Pezzani : la récitante

### À la télévision
1981 : La Cruche, mise en scène théâtrale télévisée pour Au théâtre ce soir, mise en scène par Robert Manuel, avec :
- Yves Pignot : Laurianne
- Sylvia Onéto : Margot
- Jean-Noël Dalric : Lavernié
- Katia Tchenko : Camille
- Sonia Sariel : Ursule